# A Turma do Balão Mágico (álbum de 1990)
A Turma do Balão Mágico é o segundo álbum de estúdio lançado pelo trio de música infantojuvenil Turma do Balão Mágico, composto por Rodrigo, Tuanny e Natanna, e anteriormente conhecido como "A Nova Turma do Balão Mágico". A mudança de nome foi determinada pela gravadora Discos CBS, que optou por adotar o mesmo nome do grupo homônimo que teve início em 1982.

## Lançamento e divulgação
A música mais notória é "Quem não sabe assoviar", na qual conta com a participação especial do cantor Josias Nascimento, interpretando uma imitação do ator Sebastian. Este último ganhou notoriedade no Brasil por sua atuação em comerciais da rede de varejo C&A. Durante as apresentações da canção em programas televisivos, um jovem chamado Junior assumia a dublagem da voz de Josias, além de participar das coreografias juntamente com o trio.
O álbum nunca viu lançamento no formato de CD. No entanto, a faixa "Quem não sabe assoviar" foi incorporada no CD de compilação intitulado 21 Grandes Sucessos da Turma do Balão Mágico, lançado em 2000. O LP encontra-se fora de catálogo desde a década de 1990, contudo, é possível apreciá-lo por meio de streaming em algumas plataformas digitais.

## Recepção crítica e comercial
A recepção dos críticos de músicas de jornais brasileiros foi favorável. Edgar Augusto, do jornal Diário do Pará, fez uma resenha na qual elogia as letras e os arranjos, além de afirmar que "finalmente foi feito um disco infantil de verdade, com clima de inocência, letras fáceis e espontâneas e bons arranjos". Na crítica feita pelo Jornal do Comércio, o autor afirmou que as canções poderiam agradar tanto crianças quanto adultos, ao passo que, Cláudio Correia, do Correio Braziliense, classificou-o como "genial".
A tiragem inicial foi de 80 mil cópias, mesmo assim, esse foi o último a ser lançado com essa formação.

## Lista de faixas
- Créditos adaptados do encarte do LP A Turma do Balão Mágico.[9]

Lado A
| N.º | Título                                                       | Compositor(es)                     | Participação      | Duração |  |
| 1.  | "Amigo Planeta" (Pequeño Planeta)                            | Rosa Girón G. Gomez Edgard Poças   |                   | 4:13    |  |
| 2.  | "Bicho Ruim"                                                 | Serginho Bastos                    |                   | 3:51    |  |
| 3.  | "Quem Não Sabe Assoviar" (Just Walkin' In The Rain)          | J. Bragg R. S. Rilley Edgard Poças | Josias Nascimento | 3:14    |  |
| 4.  | "Papo Que Eu Gostaria De Levar Com Meu Super-Herói Favorito" | Paul Mounsey Edgard Poças          |                   | 4:00    |  |
| 5.  | "Eu Não Te Contei"                                           | Edgard Poças Paul Mounsey          |                   | 3:46    |  |

Lado B
| N.º | Título               | Compositor(es)                                        | Participação | Duração |  |
| 1.  | "Remexe Mexe"        | Lenine                                                |              | 3:59    |  |
| 2.  | "Viva o Ritmo"       | Victor Chicri Carlos Andrade Ricardo Leão Edgar Poças |              | 4:19    |  |
| 3.  | "A Sobremesa"        | Lenine                                                |              | 4:11    |  |
| 4.  | "Cineminha do Balão" | Vários compositores                                   |              | 4:11    |  |